# Шмид, Ян
Ян Шмид (норв. Jan Schmid, род. 24 ноября 1983 года в Тронхейме, Норвегия) — норвежский двоеборец, серебряный призёр Олимпийских игр 2018 года в командном первенстве, чемпион мира 2019 года в эстафете и шестикратный призёр чемпионатов мира. До 2006 года выступал за Швейцарию.
В Кубке мира Шмид дебютировал в 2001 году, в январе 2004 года впервые попал в тройку лучших на этапе Кубка мира, в команде. Всего на сегодняшний момент имеет пять побед на этапах Кубка мира в личных гонках и девять побед в командных (включая две победы в командном спринте). Лучшим достижением в итоговом зачёте Кубка мира для Шмида является 2-е место в сезоне 2017/18.
На Олимпиаде-2002 в Солт-Лейк-Сити стал 7-м в командной гонке.
На Олимпиаде-2006 в Турине занял 4-е место в командных соревнованиях.
На Олимпиаде-2010 в Ванкувере стал 5-м в команде, кроме того занял 23-е место в соревнованиях с нормального трамплина + 10 км.
За свою карьеру участвовал в шести чемпионатах мира (2003, 2005, 2009, 2011, 2015, 2019), на которых в сумме выиграл семь медалей (одна золотая, три серебряные и три бронзовые).
Использует лыжи производства фирмы Fischer.
Известен тем, что запретил официальному сайту ФИС публиковать личную информацию о нем.

## Семья
Ян Шмид происходит из спортивной семьи: его мать Рут возглавляет отдел лыжного двоеборья, в норвежской федерации лыжного спорта, отец Рудольф известный тренер по лыжным гонкам, брат Томми входил в сборную Швейцарии по лыжному двоеборью, а сестра Марит является членом сборной Норвегии по спортивной гимнастике.